# Скрипова, Надежда Титовна
Надежда Титовна Скрипова (8 мая 1929 — 18 ноября 1982) — передовик советского сельского хозяйства, свинарка молочно-мясного совхоза «Тимашёвский» Министерства совхозов СССР, Тимашёвский район Краснодарского края, Герой Социалистического Труда (1950).

## Биография
Родилась в 1929 году на территории Тимашёвского района в семье совхозных рабочих. Русская.
Получила начальное образование. Трудиться начала с 1943 года после освобождение территории Тимашёвского района от оккупации. Работать стала в полеводческой бригаде. В 1947 году перешла работать на свино-товарную ферму совхоза «Тимашёвский».
В 1949 году свинарка Скрипова получила от 127 поросят в четырёхмесячном возрасте по 53 килограмма среднего живого веса одного поросёнка.
Указом Президиума Верховного Совета СССР от 25 сентября 1950 года за достижение высоких показателей в животноводстве Надежде Титовне Скриповой было присвоено звание Героя Социалистического Труда с вручением ордена Ленина и медали «Серп и Молот».
Избиралась депутатом Тимашёвского районного Совета депутатов трудящихся.
Последние годы жизни проживала в станице Старовеличковская. Умерла 18 ноября 1982 года.

## Награды
- золотая звезда «Серп и Молот» (25.09.1950)
- орден Ленина (25.09.1950)
- другие медали.

## Память
В сентябре 2014 года в сквере города Тимашёвска установлен бюст Герою Социалистического Труда Скриповой Н. Т.